# Hadruroides carinatus
Espèce
Hadruroides carinatus est une espèce de scorpions de la famille des Caraboctonidae.

## Distribution
Cette espèce est endémique de la région de Cajamarca au Pérou. Elle se rencontre vers Los Baños del Inca et Crisnejas entre 2 037 et 2 880 m d'altitude.

## Description
Le mâle mesure 50,0 mm et la femelle 51,0 mm.

## Publication originale
- Pocock, 1900 : Some new or little-known Neotropical scorpions in the British Museum. Annals and Magazine of Natural History, sér. 7, vol. 5, p. 469–478 (texte intégral).